# Théâtre en l'Air
Créé en 1997 par Cécile Demonchy, le Théâtre en l’Air est une compagnie de théâtre professionnelle permanente et itinérante. 
Nous défendons une démarche artistique ambitieuse : rendre le théâtre accessible à tout public. Nous invitons les spectateurs à une relation intime avec ce qui leur est proposé, spectacle ou atelier de pratique.
Basée dans les Hauts-de-France, nous intervenons dans les festivals, les communes, les établissements scolaires, les lieux culturels et les événements associatifs pour proposer des expériences théâtrales vivantes et fédératrices.
Le Théâtre en l’Air est aussi un lieu de vie et de création pour les acteurs professionnels. Cet endroit convivial est installé dans une ancienne ferme picarde, à Abbeville-Saint-Lucien (Oise).

## Nos activités

### Créations et diffusion de spectacles
Le Théâtre en l’Air créer avec son équipe en toute autonomie les spectacles dans son atelier et dans ses locaux. Les spectacles sont créés et répétés dans nos salles de spectacle et diffusés par notre chargée de diffusion. Nos spectacles sont inspirés de Contes, d’histoires, de textes mais le texte est à 100% écrits par Cécile Demonchy avec l’aide de Delphine Augereau, metteuse en scène et Bruno Krief, dramaturge et maître clown.

### Cours de Théâtre pour enfants et ados (6-18 ans)
5 stages de théâtre sont organisés au Théâtre en l’Air pour les enfants de 6 à 18 ans. Du lundi au samedi, les enfants abordent des exercices collectifs et individuels sur le style de jeu travaillé et pour aboutir à la création d’un spectacle présenté à la famille le samedi arpès-midi.

### Actions culturelles
Nos intervenants se déplacent dans tout type de structures pour réaliser des actions culturelles autour du Théâtre. Nous travaillons notamment avec des familles dans les centres sociaux autour de thématiques comme la citoyenneté ou le harcèlement mais aussi à travers des styles de jeu : marionnettes, clown, jeu masqué, rythmes et musique… Notre spécialité est de travailler avec des personnes en situation de handicap ou des personnes isolées socialement.

### Locations de salles
Deux grandes salles sont à disposition des compagnies, artistes, associations ou prof de danse, de Yoga… pour des répétitions, des stages ou des journées séminaires. Il est possible de loger dans le loft en cours de rénovation du Théâtre.

### Formations
Depuis 2025, le Théâtre en l’Air est  devenu Organisme de Formation. Plusieurs formations sont proposées autour du Clown et de l’expression orale, connaissance de soi à travers le théâtre. Nos formations sont dispensées dans nos locaux, au Théâtre en l’Air mais peut aussi se faire en entreprise.

## Nos spectacles en tournée
Spectacles de théâtre tout public, en tournée dans toute la France : créations originales, jeune public, marionnettes, clown, conte tout public : 
- HISTOIRE À DORMIR DEBOUT - théâtre, musique et marionnettes inspiré des histoires de Nasreddine Hodja
- LE ROI D'HIVER - spectacle de Noël de théâtre, musique, ombres chinoises et marionnettes inspiré du Conte "Roi gel"
- LE TEMPS SELON MARGUERITE - solo de clown et marionnettes interactif sur l'écologie